# James Travers
James Travers (6 de outubro de 1820 - 1 de abril de 1884) foi um militar irlandês destinatário da Cruz Vitória, a mais prestigiada condecoração por bravura em face ao inimigo que pode ser concedida a militares britânicos.